# Araneus nordmanni
Araneus nordmanni es una especie de araña del género Araneus, tribu Araneini, familia Araneidae. Fue descrita científicamente por Thorell en 1870.
Se distribuye por Canadá, Estados Unidos, Suecia, Noruega, Finlandia, Rusia, Austria, Japón, Corea, Suiza, Mongolia, Alemania, Estonia y Grecia. La especie se mantiene activa entre enero y noviembre.